# Autaritus
Autaritus (død 238 f.v.t.) var en leder af de galliske lejesoldater i den karthagiske hær under den første puniske krig.
Sammen med sine mænd kæmpede Autaritus i 262 f.v.t. i slaget ved Agrigentum og forblev loyal over for Karthago, selvom hans landsmænd i massevis skiftede side og svor troskab til romerne. Efter sin tilbagevenden til Afrika, efter den første puniske krig. var han en af de militærledere for lejesoldaterne, der gjorde oprør mod Karthago i lejesoldatskrigen i 241 – 237 f.Kr.
Autaritus' var en dygtig taler, hvilket han brugte til at opildne sine mænd. Han var samtidig en af bagmændene bag massakren på den karthagiske kommandant Gisco og hans mænd. I sidste ende blev han fanget i en kløft i slaget ved Saw af den karthagiske general Hamilkar Barkas og overgav sig. Sammen med andre ledere af lejesoldaterne blev han korsfæstet foran Tunis' mure.